# Fritz Grünbaum

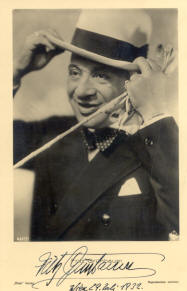
Fritz Grünbaum (1932 signiert)

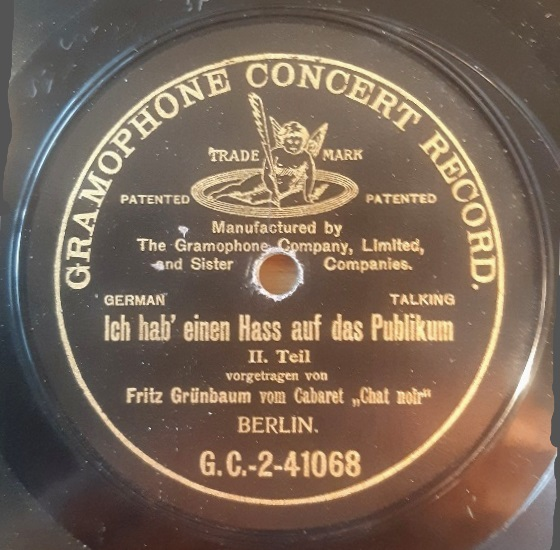
Schallplatte von Fritz Grünbaum (Berlin 1908)

Fritz Grünbaum, auch Fritz Gruenbaum, eigentlich Franz Friedrich Grünbaum (geboren am 7. April 1880 in Brünn, Österreich-Ungarn; gestorben am 14. Januar 1941 im KZ Dachau), war ein österreichischer Kabarettist, Operetten- und Schlagerautor, Regisseur, Schauspieler und Conférencier.

## Leben
Die Kindheit und Jugend erlebte Grünbaum bei seiner Familie in Brünn, die einen Kunsthandel betrieb. 18-jährig schrieb er sich für ein Jusstudium in Wien ein. Dieses schloss er mit dem Absolutorium ab; in seiner Studienzeit wuchs sein Interesse für Literatur. Er begann nach dem Studium als Conférencier im Wiener Kabarett Hölle, wo er 1906 seinen ersten Auftritt in der Operette Phryne hatte. Ab 1903 verfasste er Libretti u. a. mit Robert Bodanzky und trat als Schauspieler in verschiedensten Nebenrollen auf vielen Wiener Kellerbühnen und Revuetheatern auf.

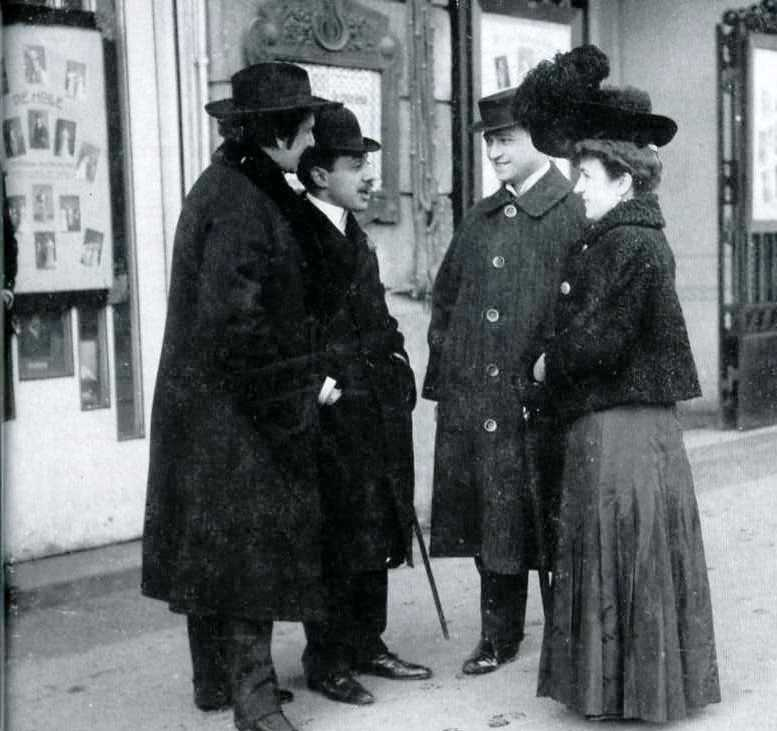
Fritz Grünbaum (2. v. l.) im Gespräch vor dem Wiener Kabarett Hölle, 1908

Bis zum Ausbruch des Ersten Weltkrieges reiste er auch immer wieder nach Berlin – erstmals im Jahr 1907, um im „Chat Noir“ aufzutreten – um dort als Conférencier in Rudolf Nelsons Theatern zu agieren. – Nelson über Grünbaum: „[…] wenn er nicht redete, wirkte er wie ein bemitleidenswertes Geschöpf, ein Nichts, zwischen den Kulissen wie verloren. Aber – wenn er den Mund auftat – ein ‚Feuerwerk des Gehirns‘. Schiesst pausenlos seine Witzraketen und Bonmots mit überdrehter Logik ins überraschte Parkett. Famose Begabung! Viel zu schade für Wien […]“.
1914 hatte Grünbaum seinen ersten Auftritt im Simpl, einem legendären Wiener Kabarett.
Im Simpl trat er nach dem Ersten Weltkrieg wieder oft auf. Zusammen mit Karl Farkas entwickelte er dort ab 1922 die aus Ungarn stammende (und auch im Wiener „Budapester Orpheum“ zu sehen gewesene) „Doppelconférence“ weiter und führte sie zu einer Hochblüte (mit den Rollen des „Gscheiten“ und des „Blöden“; Farkas erklärt seinem Partner: „Das Wesen der Doppelconference besteht darin, dass man einen äußerst intelligenten, gutaussehenden Mann nehme – das bin ich – und einen zweiten, also den Blöden, dazustellt. Das bist, nach allen Regeln der menschlichen Physiognomie, natürlich du!“).
Grünbaum wurde von Bekannten als „bezaubernder Zeitgenosse“ beschrieben. Im Jahr 1910 ohrfeigte er einen k. u. k. Offizier im Lokal „Hölle“, als dieser inmitten des Programmes antisemitische Sprüche rief. Danach setzte er seine Vorstellung fort. Später forderte der Offizier Grünbaum zu einem Duell „auf Säbel und Pistolen“, bei dem Grünbaum verwundet wurde.
Grünbaum zog am 1. Februar 1915 in den Ersten Weltkrieg, nachdem er sich freiwillig zum Kriegsdienst gemeldet hatte. Im Frühling 1916 kämpfte er an der italienischen Front, kehrte desillusioniert zurück (im Rang eines Oberleutnants) und fiel von da an auch durch pazifistische Äußerungen auf.
Grünbaum war 1908 bis 1914 mit Carli Nagelmüller geborene Karolina Nagelmüller verheiratet. 1916 heiratete er eine Kollegin Mizzi Dressl und am 10. November 1919 dann Lilly Herzl (Elisabeth, Nichte von Theodor Herzl), mit der er bis zuletzt zusammen blieb. Lilly Herzl konnte sich eine Zeitlang bei einer Freundin in Wien, Elsa Klauber, verstecken, wurde dann am 5. Oktober 1942 gemeinsam mit ihrer Freundin ins Vernichtungslager Maly Trostinez deportiert und starb dort vier Tage später.
Ab 1926 war Grünbaum am Wiener Bürgertheater tätig. In 18 Bildern ließen er und Karl Farkas mit der Musik von Egon Neumann im Journal der Liebe schöne Frauen ihre Beine zeigen und Rita Georg in einer Hosenrolle paradieren. In dieses Schema passte auch das am 1. Oktober 1926 beginnende Stück Wien lacht wieder. In dreißig Bildern führten Grünbaum und Karl Farkas (Musik von Ralph Benatzky) die vorjährige Schlagerrevue vor, die nichts an Popularität eingebüßt hatte. Dabei gab es 120 Mitwirkende und 900 Kostüme. Das Stück wurde ein Jahr lang aufgeführt.

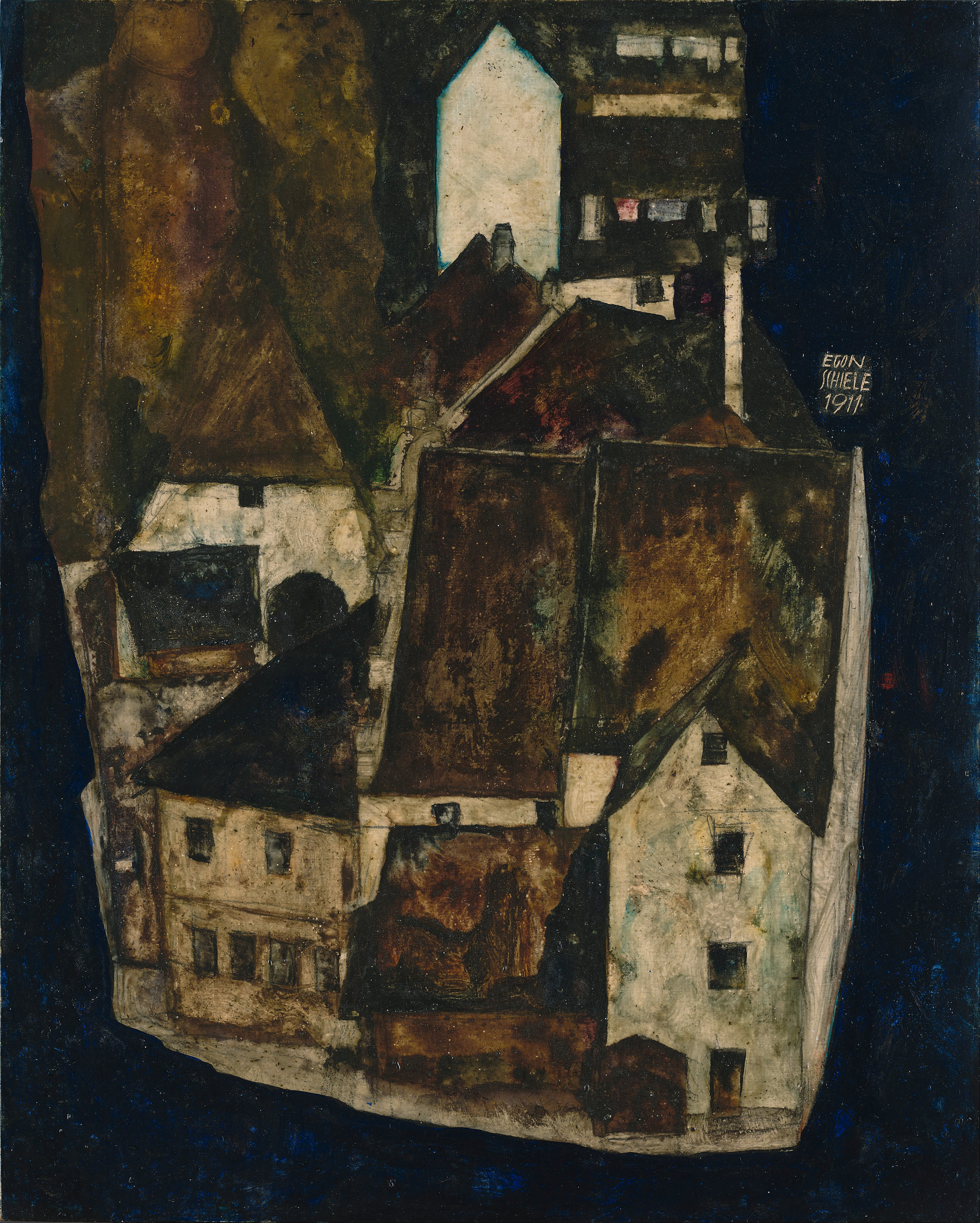
Egon Schiele: Tote Stadt III 1911, ehem. Sammlung Grünbaum, heute Leopold Museum Wien

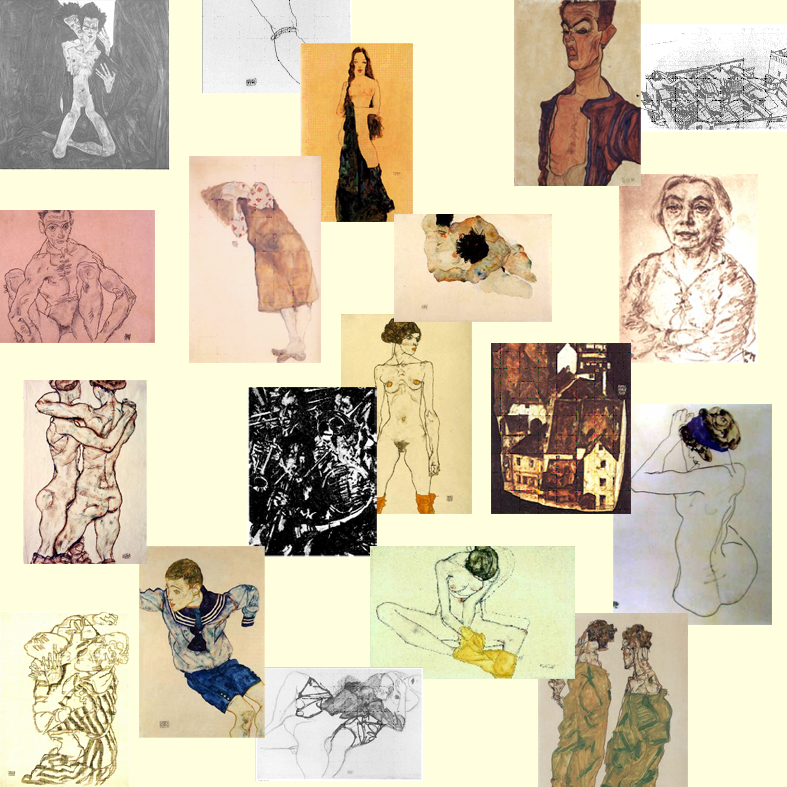
Teile der Sammlung von Fritz Grünbaum

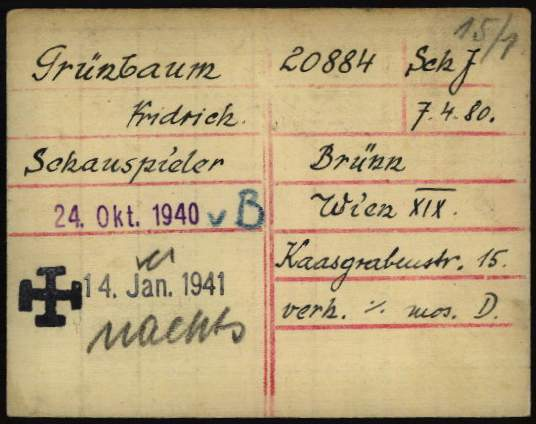
Fritz Grünbaums Gefangenenregisterkarte im NS-Konzentrationslager Dachau

Grünbaum pendelte sehr oft zwischen Berlin und Wien. In Berlin trat er in Filmen auf und schrieb Texte für Schlager und verfasste Drehbücher, in Wien war er in verschiedenen Kabaretts tätig. 1933 wurden seine Texte in Wien politischer. Bei einem seiner letzten Auftritte im Wiener Kabarett Simpl im Programm Metro Grünbaum – Farkas höhnende Wochenschau scherzte er noch bei einem Stromausfall, als die Lichter ausgingen: „Ich sehe nichts, absolut gar nichts, da muss ich mich in die nationalsozialistische Kultur verirrt haben.“ Am 10. März 1938, dem Tag vor dem Einmarsch der deutschen Truppen nach Österreich spielte er mit Karl Farkas ein letztes Mal im Simplicissimus. Danach erließ die Reichskulturkammer Auftrittsverbote für jüdische Künstler. Grünbaum versuchte einen Tag später mit seiner Frau in die Tschechoslowakei zu flüchten, wurde an der Grenze aber abgewiesen. Eine Weile versteckte er sich in Wien; dann wurde er verraten und am 24. Mai 1938 in das Konzentrationslager Dachau deportiert. Später wurde er nach Buchenwald und schließlich wieder nach Dachau gebracht. Er starb – laut Totenschein „an Herzlähmung abgegangen“ – am 14. Januar 1941 im KZ Dachau, nachdem er an Silvester noch ein letztes Mal vor seinen Leidensgenossen aufgetreten war.  Er starb entkräftet von Tuberkulose, trotzdem verstummte seine spitze Zunge bis zum Schluss nicht. Er conferierte zum Beispiel, wie er das „Tausendjährige Reich“ zu besiegen gedenke oder dass der völlige Mangel und das systematische Hungern das beste Mittel gegen die Zuckerkrankheit sei. Als ihm ein KZ-Aufseher ein Stück Seife verweigerte, antwortete Grünbaum: „Wer für Seife kein Geld hat, soll sich kein KZ halten“. Sein Grab (seine Urne wurde vom KZ Dachau nach Wien überführt; für seine Frau Lilly gibt es nur eine Gedenkschrift am Grabstein) befindet sich auf dem Wiener Zentralfriedhof (1. Tor; alter israelitischer Teil, Gruppe 20, Reihe 23, Grab Nr. 22).

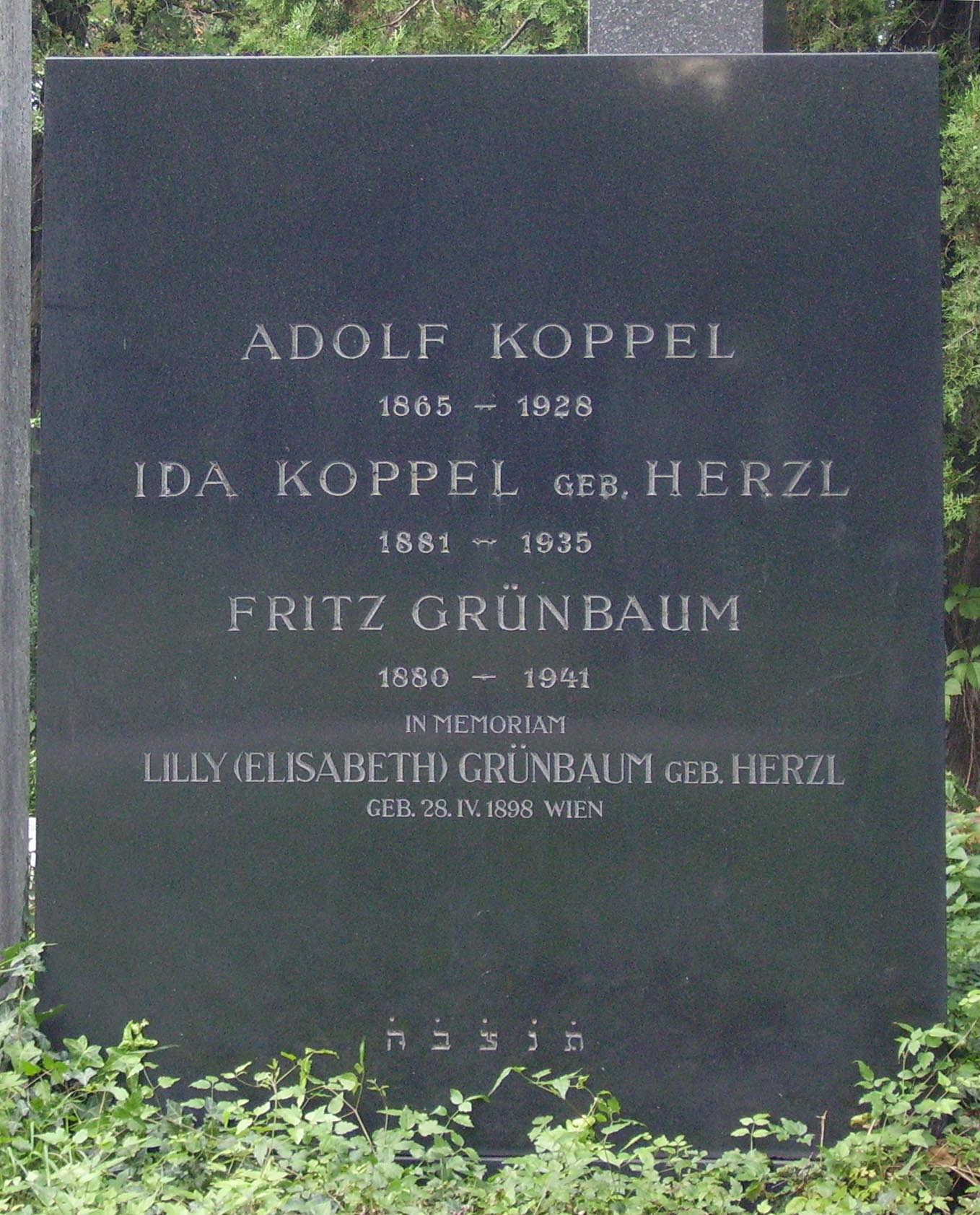
Grabstein

## Kunstsammlung und Restitution
Fritz Grünbaum war ein bekannter Kunstsammler – insbesondere der österreichischen Moderne – dessen Werke in berühmten Katalogen und Ausstellungen vertreten waren. Verkaufsweg und Verbleib der Kunstwerke sowie seiner Bibliothek konnten bis heute noch nicht aufgeklärt und nur teilweise restituiert werden. Seine Kunstsammlung umfasste über 400 Werke, die durch ein Schätzgutachten von Franz Kieslinger in 68 Positionen, zum Teil in Mehrheiten von Werken beschrieben ist. Aus diesem Schätzgutachten kann auf einen Bestand von insgesamt 446 Werken, daran ein hoher Anteil Grafiken, geschlossen werden. Die Sammlung beinhaltete über 80 Werke von Egon Schiele. Weiters waren u. a. Albrecht Dürer, Rembrandt van Rijn, Max Oppenheimer, Edgar Degas, Carl Spitzweg, Oskar Kokoschka sowie Käthe Kollwitz vertreten. Der Verbleib der Sammlung während der Nazizeit ist ungeklärt, 25 % der Sammlung gelangte Anfang der 1950er Jahre über den Schweizer Kunsthändler Eberhard W. Kornfeld auf den Kunstmarkt. Das Schicksal des Rests ist unbekannt.
Grünbaums Erben kämpfen seit Jahren um die Restitution ehemals in seiner Sammlung befindliche Werke; dabei sind sie jedoch oft zurückgeworfen worden. Im Jahr 2005 wurde ein Antrag, Schieles Sitzende Frau mit gekrümmtem linken Bein (Torso) zu restituieren, zurückgewiesen. Das Gericht war der Ansicht, dass zu viel Zeit verstrichen war, bevor Grünbaums Erben Anspruch darauf erhoben hätten.
Einen ersten Sieg errangen die Erben 2014, als das Auktionshaus Christie’s das Schiele-Aquarell „Stadt am blauen Fluss“ mit dem Vermerk versteigerte, dass Grünbaum ein früherer Eigentümer war, wobei ein Teil des Erlöses für die Erben reserviert war. Der jüngste Fall, der sich seit 2015 durch die Gerichte windet, hat einen noch größeren Sieg gebracht. Im Jahr 2019 entschied ein New Yorker Gericht zu Gunsten der Erben und gegen den Londoner Kunsthändler Richard Nagy, der den Besitz beansprucht hatte. Im Jahr 2022 bestätigte das New Yorker Berufungsgericht die Entscheidung der unteren Instanz mit 5:0. Richter Anil Singh schrieb: „Wir lehnen die Vorstellung ab, dass eine Person, die in einem Todeslager eine Vollmacht unterschreibt, das Dokument freiwillig ausgestellt haben soll. … Jede spätere Übertragung der Kunstwerke hat kein rechtliches Eigentum übertragen.“
Die Erben fordern die Rückgabe mehrerer Schiele-Werke. Davon betroffen sind auch die Republik Österreich, die Albertina und das Leopold Museum. Auch aus Amerika wurde über die Beschlagnahme dreier Gemälde von Schiele aus dem Besitz Grünbaum berichtet.

## Fortwirken

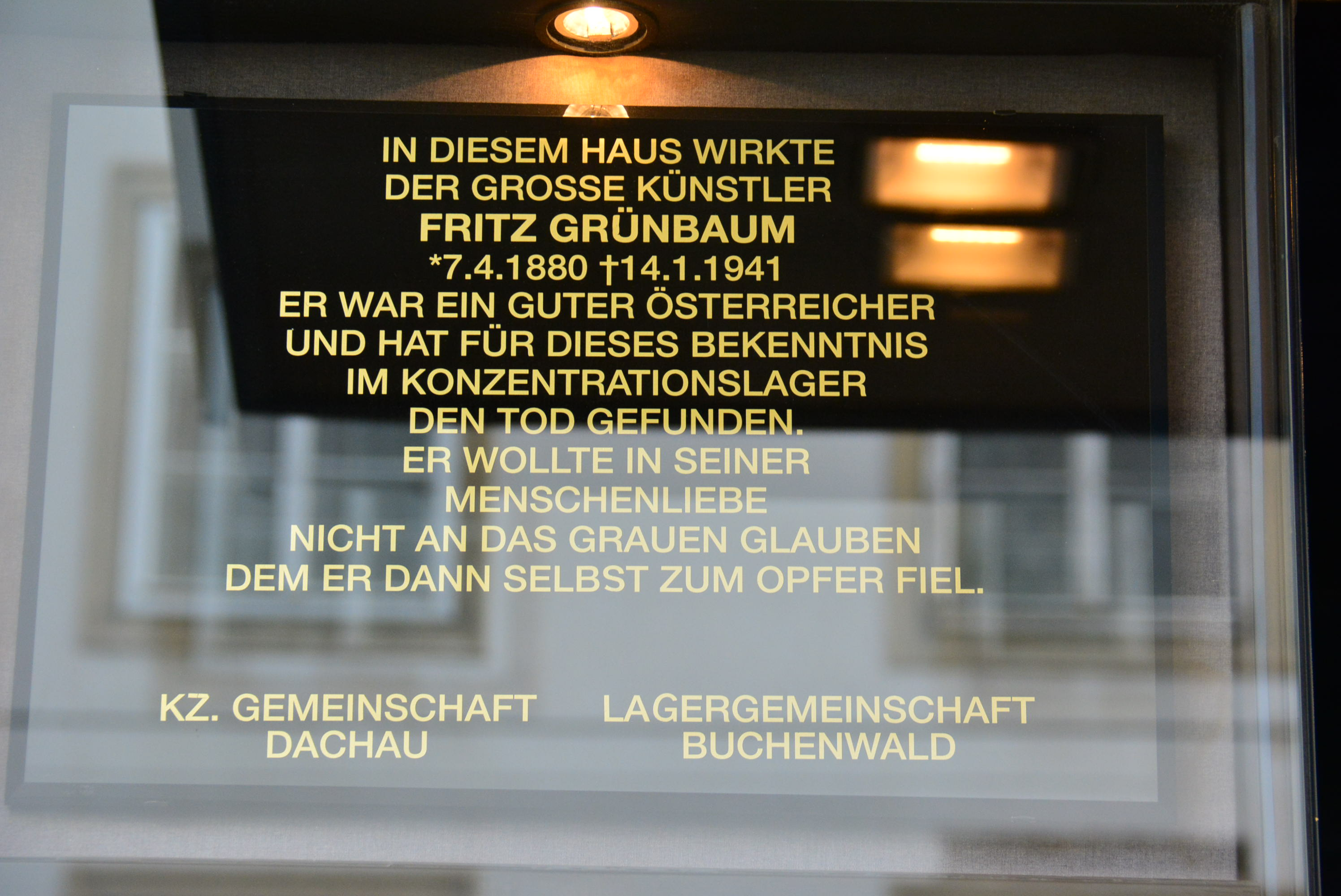
Gedenktafel Wollzeile 36

Grünbaum wirkte in Wien 1., Wollzeile 36, im Haus des Kabaretts Simpl, wo eine Gedenktafel an ihn erinnert. (Im gleichen Haus wohnte u. a. Michl Schwarz.) Er lebte bis zu seinem erfolglosen Fluchtversuch in die Tschechoslowakei in Wien 4., Rechte Wienzeile 29.
Fritz Grünbaum hat mit seinem prinzipiellen Pessimismus recht behalten: „Was nützt mir mein Geist, wenn mein Name mich schädigt? / Ein Dichter, der Grünbaum heißt, ist schon erledigt!“
In Dani Levys Film Mein Führer – Die wirklich wahrste Wahrheit über Adolf Hitler wird Grünbaum in der Hauptfigur Adolf G. ein künstlerisches Denkmal gesetzt. Der geänderte Vorname „Adolf“ hat natürlich eine Bedeutung. Rotthaler meint, „Über Fritz G. mag man ins geheime Zentrum von Levys melancholischer Groteske gelangen. […] Denn natürlich verbirgt sich hinter dem […] Spiel […] die gute alte Doppelconférence.“ Er zitiert den New Yorker Aufbau, der aus Anlass der Ermordung Grünbaums in Dachau schrieb: „Das Schrecklichste war, dass er weniger wie ein Dachauer Häftling aussah, als vielmehr wie ein Dachauer Häftling, von Fritz Grünbaum gespielt. Man war auf eine Posse gefasst und es war eine Tragödie.“
Der aus Braunau am Inn stammende Mitarbeiter der Salzburger Nachrichten Peter Gnaiger hat vor einigen Jahren vorgeschlagen, in Hitlers Geburtshaus ein Café Grünbaum einzurichten. Für Gnaiger wäre es schön gewesen, wenn man schreiben könnte: „Denkt man an Braunau, dann denkt man auch an das Cafè Grünbaum.“ Unterstützt wird er dabei u. a. von Sonnentor-Gründer Johannes Gutmann und Josef Sigl von der Trumer Privatbrauerei.
Tondokumente
Die Stimme von Fritz Grünbaum ist durch sehr wenige Schallplatten der Marken Odeon (Wien 1907), Gramophone (Berlin 1908–1909), Parlophon und Columbia (beide Berlin 1931–1932) erhalten geblieben.

## Ehrungen
- 1968: In Wien wurde im 22. Bezirk, Donaustadt, die Grünbaumgasse nach ihm benannt.
- 1989: Im 6. Bezirk, Mariahilf, wurde der Fritz-Grünbaum-Platz nach ihm benannt.[15]
- Ihm ist ein Stern im Walk of Fame des Kabaretts gewidmet.
- An Grünbaums Arbeitsstätte 1., Wollzeile 36, wo sich das Kabarett Simpl befindet, wurde eine Gedenktafel angebracht.

## Werke (Auswahl)
Operetten, Theaterstücke
- Peter und Paul reisen ins Schlaraffenland. Mit Robert Bodanzky, Musik: Franz Lehár, 1906.
- Phyme. Mit Robert Bodanzky, Musik: Edmund Eysler, 1906.
- Die Dollarprinzessin. Mit A. M. Willner, Musik: Leo Fall, 1907.
- Mitislaw, der Moderne. Mit Robert Bodankzky, Musik: Franz Lehár, 1906.
- Der Liebeswalzer. Mit Robert Bodanzky, 1908.
- Miß Dudelsack. Mit Hans Reichert, Musik: Rudolf Nelson, 1909.
- Das Musikantenmädel. Mit Wilhelm Sterk, Musik: Georg Jarno, 1910.
- Der Zigeunerprimas. Mit Julius Wilhelm, Musik: Emmerich Kálmán, 1912.
- Sturmidyll. Lustspiel, 1914.
- Mein Annerl. Mit Wilhelm Sterk, Musik: Georg Jarno, UA 1916 in Wien.
- Der Favorit. Mit Wilhelm Sterk, Musik: Robert Stolz, UA 1916 in Berlin.
- Ein modernes Mädel. Mit Wilhelm Sterk, Musik: Leon Jessel, 1918.
- Die Czikosbaroness. Musik: Georg Jarno, UA 1919 in Hamburg.
- Des Königs Nachbarin. Mit Wilhelm Sterk, Musik: Leon Jessel, 1923.
- Weltgeschichte gefällig. Revue. Mit Armin Friedmann, Musik: Stephan Weiss, Willy Engel-Berger u. a., 1928
- Traumexpress. Mit Karl Farkas, 1931.
- Die Schöpfung. Kabarettstücke.
- Die Hölle im Himmel. Kleinkunst.
- Der leise Weise.

Lieder
- Dort unterm Baum. Chanson im Volkston, Musik: Willy Kunkel, 1912, Drei Masken Verlag
- Henriette. Lied und Foxtrott, Musik: Richard Fall, 1927, Wiener Bohême Verlag
- Draußen in Schönbrunn. Wiener-Lied, mit Karl Farkas, Musik: Ralph Benatzky, 1926, Wiener Bohême Verlag
- Nimm dir nur ja keine Frau vom Mississippi. Lied und Foxtrott, Musik: Richard Fall, 1927, Wiener Bohême Verlag
- Wenn ich in deine falschen Augen schaue … Lied und Tango, Musik: Richard Fall, 1927, Wiener Bohême Verlag
- Ich hab das Fräulein Helen baden sehn. Musik: Fred Raymond

## Filmografie
als Schauspieler, wenn nicht anders angegeben
- 1929: Melodie des Herzens (nur Liedtext)
- 1931: Der Raub der Mona Lisa
- 1931: Meine Frau, die Hochstaplerin
- 1931: Der brave Sünder
- 1931: Arm wie eine Kirchenmaus
- 1932: Einmal möcht’ ich keine Sorgen haben
- 1932: Ein Lied, ein Kuß, ein Mädel
- 1932: Mensch ohne Namen
- 1932: Es wird schon wieder besser
- 1932: Mädchen zum Heiraten
- 1934: Peter, das Mädchen von der Tankstelle (Peter)

## Werke von Grünbaum – nach seinem Tode wieder aufgelegt
- Das Cabaret ist mein Ruin. 2 CDs (CD1: Chansons, Conferencen und Texte von (und mit) Fritz Grünbaum. CD2: Feature über Fritz Grünbaum von Volker Kühn). Edition Mnemosyne, Verlag für Alte Hüte & Neue Medien, Neckargemünd / Wien, 2005, ISBN 3-934012-23-X.
- Fritz Grünbaum: Hallo, hier Grünbaum! Hrsg. und mit einem biographischen Vorwort von Pierre Genée, Löcker Verlag, Wien/München 2001, ISBN 3-85409-330-6.
- Fritz Grünbaum: Die Schöpfung und andere Kabarettstücke. Mit einer kabarettistischen Vorrede von Georg Kreisler. Hrsg. u. mit e. biograph. Nachw. von Pierre Genée und Hans Veigl. Löcker Verlag, Wien/München 1984, ISBN 3-85409-071-4.
- Fritz Grünbaum: Der leise Weise. Gedichte und Monologe aus dem Repertoire. Herausgegeben von Hans Veigl. Wien 1992, ISBN 3-218-00552-3.